# Conotrachelus gibbosus
Conotrachelus gibbosus – gatunek chrząszcza z rodziny ryjkowcowatych.

## Zasięg występowania
Ameryka Południowa, występuje w Brazylii.

## Budowa ciała
Przednia krawędź pokryw znacznie szersza od przedplecza i zakończona po bokach ostrogą.